# Perth Oval
Perth Oval (znany również jako HBF Park) – stadion sportowy położony w Perth (Australia). 

## Historia
Stadion został wybudowany w 1904 roku na terenach Loton Paddock, których nazwa pochodzi od ich właściciela, a zarazem burmistrza miasta Sir Williama Lotona.
Od 1996 roku na stadionie swoje mecze rozgrywa drużyna piłkarska Perth Glory (A-League), a od 2008 zespoły rugby WA Reds (Bundaberg Red Cup) oraz Western Force występująca w Super 14 od roku 2010. Ponadto na stadionie od roku 2003 swoją siedzibę ma administracja rozgrywek Western Australia Rugby League.